# Corazón solitario
Corazón solitario es una película española de 1972, del género drama, dirigida por Francesc Betriu, quien también es coguionista, y protagonizada por Jacques Dufilho y La Polaca.

## Sinopsis
Antonio (Jacques Dufilho), un hombre sencillo e incauto, impaciente por tener pareja, recibe la visita de una chica que ha conocido a través de un consultorio sentimental. Él se desvive por ella, pero ella sólo piensa en triunfar como artista.

## Reparto
- Jacques Dufilho - Antonio
- La Polaca - Rocío
- Máximo Valverde - Juan Francisco, 'El Legionario'
- José María Prada - Voz de Antonio
- Queta Claver - Lolita
- Luis Ciges - Luciano
- Manuel Alexandre - Cotet, el ciego

## Premios y nominaciones
Medallas del Círculo de Escritores Cinematográficos
| Año  | Categoría    | Nominación       | Resultado |
| ---- | ------------ | ---------------- | --------- |
| 1972 | Mejor música | Carmelo Bernaola | Ganador   |

Premios Sant Jordi de Cinematografía
| Año  | Categoría               | Nominación        | Resultado |
| ---- | ----------------------- | ----------------- | --------- |
| 1974 | Mejor película española | Corazón solitario | Ganador   |